# Lizzano (Apulien)
Lizzano ist eine süditalienische Stadt und Gemeinde mit 9528 Einwohnern (Stand 31. Dezember 2023) in Apulien in der Provinz Tarent.

## Allgemeines
Lizzano liegt im Salent. Die Nachbargemeinden von Lizzano sind Fragagnano, Pulsano, Faggiano, Sava und Torricella.

## Bilder

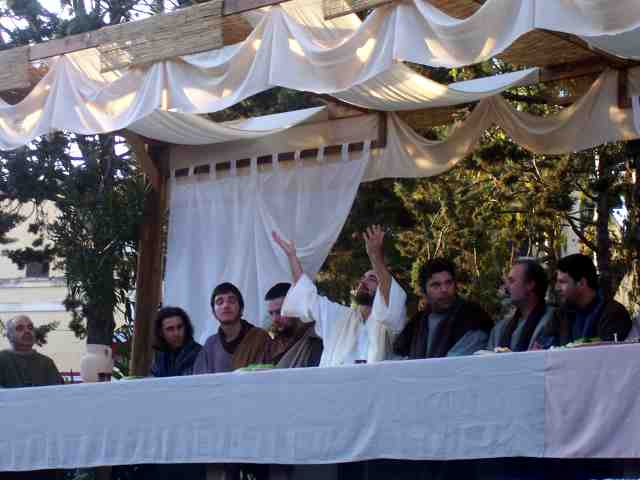
Passionsprozession 2006
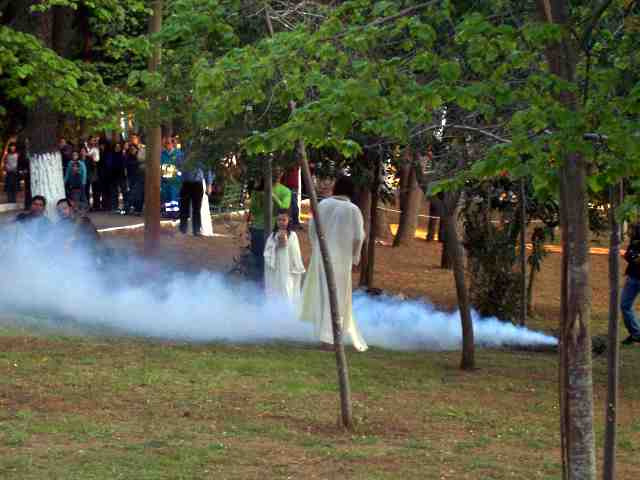
Passionsprozession 2006
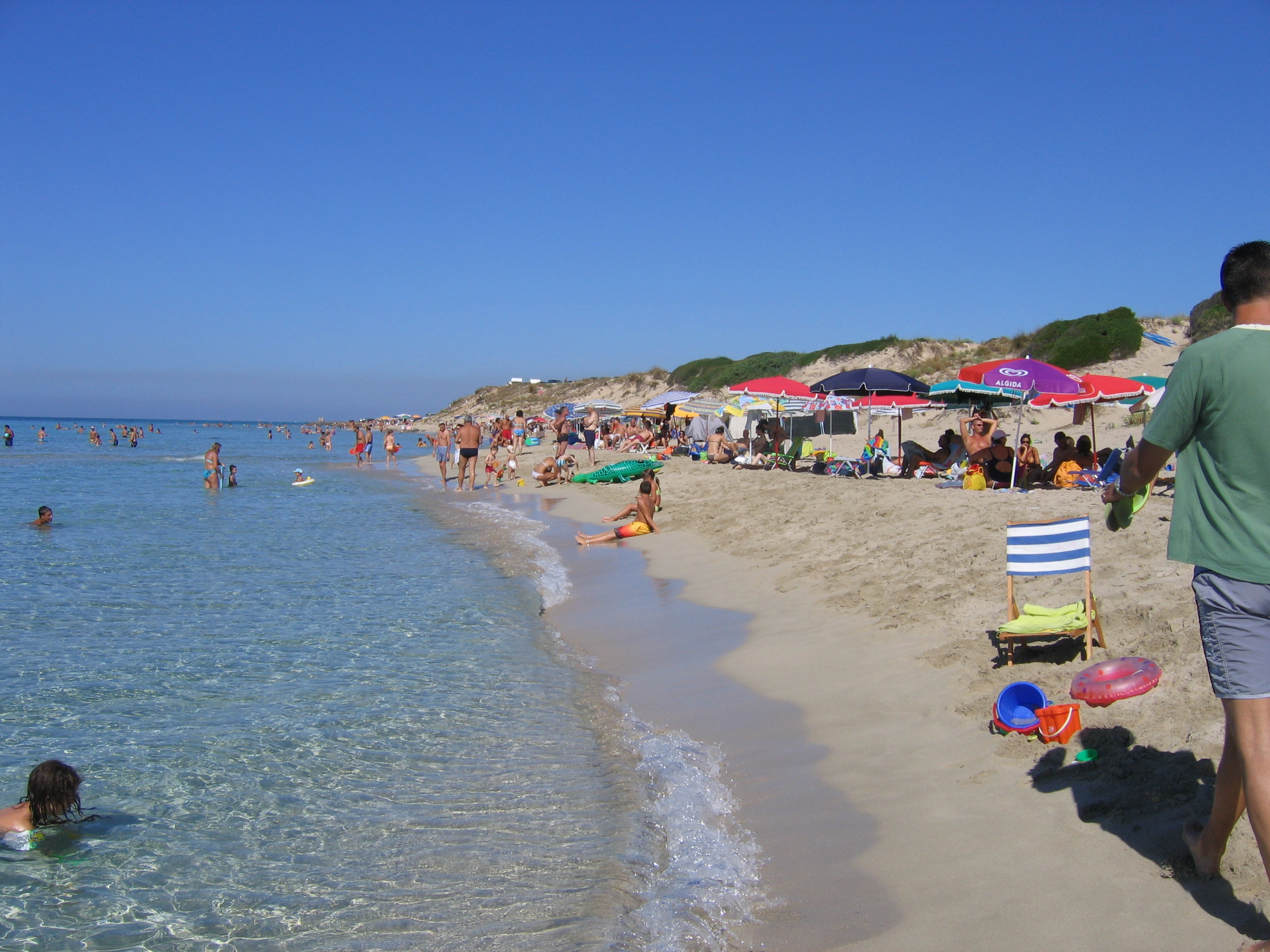
Strand von Lizzano 2006

## Lokale Produktion
Sehr berühmt und weltweit angesehen ist der DOC-Wein aus lokaler Produktion, der Lizzano.
Die meist angebaute Rebsorte ist Primitivo.

## Das Meer
Lizzano ist ca. 4 Kilometer vom Meer entfernt. Es gibt organisierte Standplätze, aber auch sehr viele freie.